# Xinzhuang
Xinzhuang (莘庄) is een overstapstation van de metro van Shanghai. Het station is het zuidelijke eindpunt van lijn 1 en het noordelijke eindpunt van Lijn 5. Lijn 5 wordt ook wel de Xinmin-lijn genoemd, en loopt tot aan Minhang Development Zone in de voorstad Minhang.
Het station telt twee zijperrons, elk met twee perronsporen. De perrons van lijn 1 en lijn 5 worden gescheiden door een muur.